# Caprinia
Caprinia is een geslacht van vlinders uit de familie van de grasmotten (Crambidae), uit de onderfamilie van de Spilomelinae. De wetenschappelijke naam van dit geslacht is voor het eerst voorgesteld door Francis Walker in een publicatie uit 1859.

## Soorten
- Caprinia castanealis Kenrick, 1907
- Caprinia conglobatalis (Walker, 1866)
- Caprinia cuprescens Hampson, 1912
- Caprinia felderi Lederer, 1863
- Caprinia fimbriata (E. Hering, 1903)
- Caprinia intermedia Warren, 1896
- Caprinia marginata Janse, 1924
- Caprinia periusalis Walker, 1859
- Caprinia trichotarsia Hampson, 1912
- Caprinia versicolor (Pagenstecher, 1900)